# Mark Coleman
Pour les articles homonymes, voir Coleman.
Mark Coleman, né le 20 décembre 1964 est un lutteur pratiquant d'arts martiaux mixtes (MMA) et catcheur américain. Il a été champion de l'UFC et du Pride FC. Il est également connu pour sa carrière amateur en lutte où il a obtenu un titre de champion d'Amérique. Il a combattu à l'Ultimate Fighting Championship ainsi que dans les matchs de catch pour HUSTLE. Il est le fondateur de la Team Hammer House. Le 6 mars 2013, il annonce sa retraite sportive à l'âge de 48 ans. Le 14 mars 2024, Mark Coleman sort du coma, à la suite du sauvetage de ses parents de leur maison en feux.

## Palmarès en arts martiaux mixtes

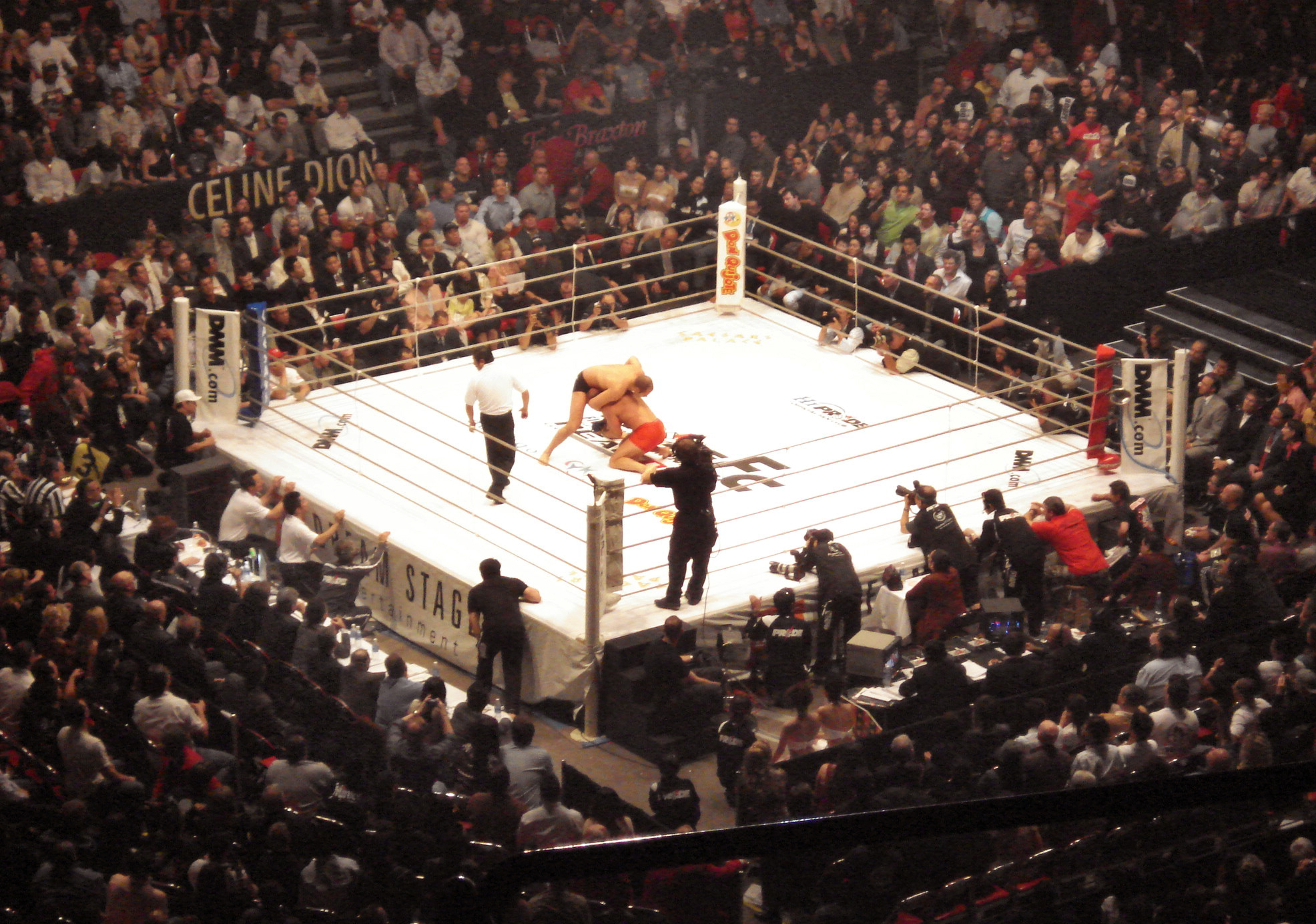
NV. Fedor contre Coleman, Las Vegas.

| 26 combats     | 16 victoires | 10 défaites |
| Par KO         | 7            | 3           |
| Par soumission | 5            | 5           |
| Sur décision   | 4            | 2           |

| Résultat | Record | Adversaire               | Méthode                                   | Événement                             | Date              | Round | Temps | Lieu                                       | Notes                                                       |
| -------- | ------ | ------------------------ | ----------------------------------------- | ------------------------------------- | ----------------- | ----- | ----- | ------------------------------------------ | ----------------------------------------------------------- |
| Défaite  | 16-10  | Randy Couture            | Soumission (étranglement arrière)         | UFC 109: Relentless                   | 6 février 2010    | 2     | 1:09  | Las Vegas, Nevada, États-Unis              | Premier combat entre deux membres du Hall of Fame de l'UFC. |
| Victoire | 16-9   | Stephan Bonnar           | Décision unanime                          | UFC 100                               | 11 juillet 2009   | 3     | 5:00  | Las Vegas, Nevada, États-Unis              |                                                             |
| Défaite  | 15-9   | Maurício Rua             | TKO (coups de poing)                      | UFC 93: Franklin vs. Henderson        | 17 janvier 2009   | 3     | 4:36  | Dublin, Irlande                            | Début en poids mi-lourd Combat de la soirée                 |
| Défaite  | 15-8   | Fedor Emelianenko        | Soumission (clé de bras)                  | Pride 32: The Real Deal               | 21 octobre 2006   | 2     | 1:15  | Las Vegas, Nevada, États-Unis              |                                                             |
| Victoire | 15-7   | Maurício Rua             | TKO (bras cassé)                          | Pride 31: Unbreakable                 | 26 février 2006   | 1     | 0:49  | Saitama, Japon                             |                                                             |
| Victoire | 14-7   | Milco Voorn              | Submission (étranglement bras/tête)       | Bushido Europe: Rotterdam Rumble      | 9 octobre 2005    | 1     | 0:56  | Rotterdam, Pays-Bas                        |                                                             |
| Défaite  | 13-7   | Mirko Filipović          | KO (coups de poing)                       | Pride 29: Fists Of Fire               | 20 février 2005   | 1     | 3:40  | Saitama, Japon                             |                                                             |
| Défaite  | 13-6   | Fedor Emelianenko        | Soumission (clé de bras)                  | Pride Total Elimination 2004          | 25 avril 2004     | 3     | 4:33  | Saitama, Japon                             | Premier tour du PRIDE 2004 Heavyweight GP                   |
| Victoire | 13-5   | Don Frye                 | Décision unanime                          | Pride 26: Bad to the Bone             | 8 juin 2003       | 3     | 5:00  | Yokohama, Japon                            |                                                             |
| Défaite  | 12-5   | Antônio Rodrigo Nogueira | Soumission (clé de bras dans le triangle) | Pride 16: Beasts From The East        | 24 septembre 2001 | 1     | 6:10  | Osaka, Japon                               |                                                             |
| Victoire | 12-4   | Allan Goes               | KO (coups de genou)                       | Pride 13: Collision Course            | 25 mars 2001      | 1     | 1:19  | Saitama, Japon                             |                                                             |
| Victoire | 11-4   | Igor Vovchanchyn         | Soumission (coups de genou)               | Pride Grand Prix 2000 Finals          | 1er mai 2000      | 2     | 3:09  | Tokyo, Japon                               | Remporte le PRIDE 2000 Openweight GP.                       |
| Victoire | 10-4   | Kazuyuki Fujita          | TKO (arrêt du coin)                       | Pride Grand Prix 2000 Finals          | 1er mai 2000      | 1     | 0:02  | Tokyo, Japon                               | Demi-finale du PRIDE 2000 Openweight GP                     |
| Victoire | 9-4    | Akira Shoji              | Décision unanime                          | Pride Grand Prix 2000 Finals          | 1er mai 2000      | 1     | 15:00 | Tokyo, Japon                               | Quart de finale du PRIDE 2000 Openweight GP                 |
| Victoire | 8-4    | Masaaki Satake           | Soumission (clé de cou)                   | Pride Grand Prix 2000 Opening Round   | 30 janvier 2000   | 1     | 1:14  | Tokyo, Japon                               | Premier tour du PRIDE 2000 Openweight GP                    |
| Victoire | 7-4    | Ricardo Morais           | Décision                                  | Pride 8                               | 21 novembre 1999  | 2     | 10:00 | Tokyo, Japon                               |                                                             |
| Défaite  | 6-4    | Nobuhiko Takada          | Soumission (clé de talon)                 | Pride 5                               | 29 avril 1999     | 2     | 1:44  | Nagoya, Japon                              | Début au PRIDE FC.                                          |
| Défaite  | 6-3    | Pedro Rizzo              | Décision partagée                         | UFC 18: Road to the Heavyweight Title | 8 janvier 1999    | 1     | 15:00 | La Nouvelle-Orléans, Louisiane, États-Unis | Quitte l'UFC après le combat.                               |
| Défaite  | 6-2    | Pete Williams            | KO (coup de pied)                         | UFC 17: Redemption                    | 15 mai 1998       | 1     | 12:38 | Mobile, Alabama, États-Unis                |                                                             |
| Défaite  | 6-1    | Maurice Smith            | Décision unanime                          | UFC 14: Showdown                      | 27 juillet 1997   | 1     | 21:00 | Birmingham, Alabama, États-Unis            | Perd le titre poids lourds de l'UFC.                        |
| Victoire | 6-0    | Dan Severn               | Soumission (clé de cou)                   | UFC 12: Judgement Day                 | 7 février 1997    | 1     | 2:57  | Dothan, Alabama, États-Unis                | Remporte le premier titre des poids lourds de l'UFC.        |
| Victoire | 5-0    | Brian Johnston           | Soumission (frappes)                      | UFC 11: The Proving Ground            | 20 septembre 1996 | 1     | 2:20  | Augusta, Géorgie, États-Unis               | Remporte le tournoi de l'UFC 11.                            |
| Victoire | 4-0    | Julian Sanchez           | Soumission (étranglement)                 | UFC 11: The Proving Ground            | 20 septembre 1996 | 1     | 0:45  | Augusta, Géorgie, États-Unis               |                                                             |
| Victoire | 3-0    | Don Frye                 | TKO (coups de poing)                      | UFC 10: The Tournament                | 12 juillet 1996   | 1     | 11:34 | Birmingham, Alabama, États-Unis            | Remporte le tournoi de l'UFC 10.                            |
| Victoire | 2-0    | Gary Goodridge           | Soumission (épuisement)                   | UFC 10: The Tournament                | 12 juillet 1996   | 1     | 7:00  | Birmingham, Alabama, États-Unis            |                                                             |
| Victoire | 1-0    | Moti Horenstein          | Soumission (coups de poing)               | UFC 10: The Tournament                | 12 juillet 1996   | 1     | 2:43  | Birmingham, Alabama, États-Unis            |                                                             |